# Lança Menina
"Lança Menina" é uma canção da cantora brasileira Luísa Sonza, incluída em seu terceiro álbum de estúdio, Escândalo Íntimo (2023). A faixa, que foi escrita por Sonza, Douglas Moda, Carolzinha, Jahnei Clarke, Jenni Mosello, Mason Sacks, Roy Lenzo, TK Kayembe, Yehonatan "Yoni" Aspril, Rita Lee e Roberto de Carvalho e a produção musical assinada por Moda, Lenzo, Sacks, TK e Yoni, está presente no quarto bloco de canções do disco.
"Lança Menina", considerada como a favorita do disco, teve boas críticas. A canção, sendo uma homenagem à artista musical brasileira Rita Lee, possui interpolação do refrão de "Lança Perfume".

## Desenvolvimento
No terceiro episódio do documentário Se Eu Fosse Luísa Sonza, de 2023, é mostrado um pouco da composição da faixa. Em abril de 2023, no estúdio de Roy Lenzo em Los Angeles, Luísa escreveu a música ao lado de Jenni Mosello e Carolzinha. No refrão, Luísa interpola o de "Lança Perfume". No final, é reproduzido uma icônica fala de Rita no documentário Rita Lee: Biograffiti, lançado em 2007.
Ainda em abril, Luísa mandou uma mensagem para Rita, via Instagram, para liberar o uso de "Lança Perfume". Rita gostou da música e disse que mostraria para Roberto, marido de Rita e compositor da faixa original.

## Apresentação ao vivo
A primeira performance ao vivo de "Lança Menina" foi em 3 de setembro de 2023, em São Paulo, durante show de Luísa no The Town Festival.

## Desempenho comercial
| País — Tabela musical (2023)      | Melhor posição |
| --------------------------------- | -------------- |
| Brasil (Billboard Brasil Hot 100) | 66             |